# Pawel Romanowitsch Popowitsch
Pawel Romanowitsch Popowitsch (russisch Павел Романович Попович, wiss. Transliteration Pavel Romanovič Popovič; * 5. Oktober 1930 in Usyn, Ukrainische SSR, Sowjetunion; † 29. September 2009 in Hursuf) war ein sowjetischer Kosmonaut, der am ersten Gruppenflug im Weltall teilnahm. Er war der erste ukrainische Kosmonaut.

## Leben

### Auswahl und Ausbildung als Kosmonaut
1954 schloss Popowitsch die Fliegerschule in Grosny ab, anschließend diente er als Luftwaffen-Pilot. Anfang 1960 wurde die Erste Kosmonautengruppe der Sowjetunion zusammengestellt, und Popowitsch gehörte zu den 20 Piloten, die für die ersten Raumflüge ausgesucht wurden. Er gehörte auch zu den sechs Kandidaten für den ersten Wostok-Flug.

### Erster Flug: Wostok 4
Nach dem ersten Raumflug der Geschichte mit Wostok 1 und dem ersten 24-Stunden-Flug mit Wostok 2 plante die Sowjetunion eine weitere Erstleistung: mit Wostok 3 und Wostok 4 sollten erstmals zwei Raumschiffe gleichzeitig im Orbit sein. Die Flugdauer war umstritten. Noch hatte man wenig Erkenntnisse über das Verhalten des menschlichen Körpers bei längerer Schwerelosigkeit. Chefkonstrukteur Koroljow sprach sich für einen Dreitageflug aus, während der Leiter der Kosmonautenausbildung, Kamanin, höchstens zwei wollte.

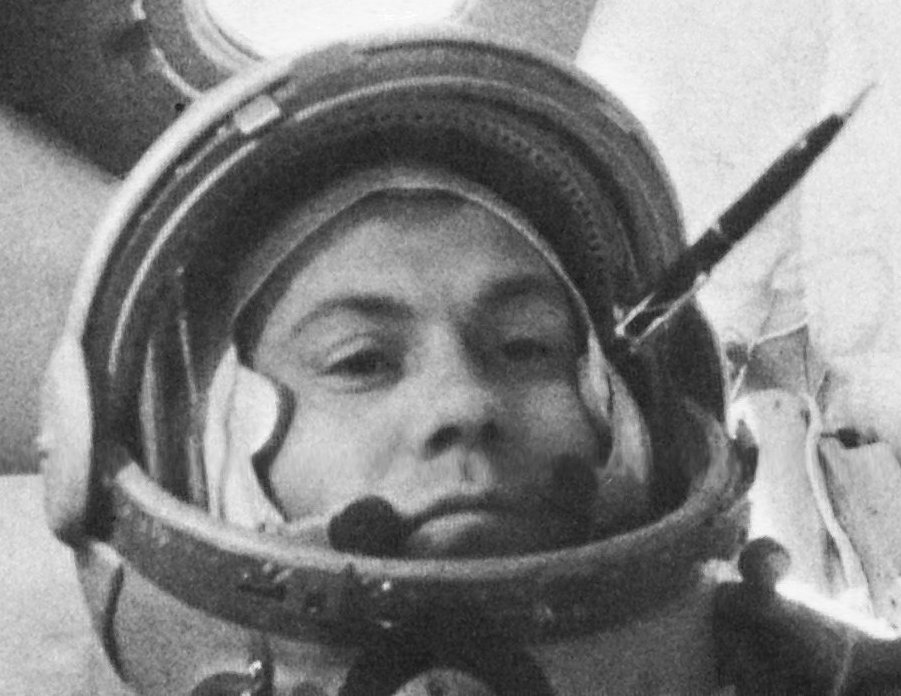
Popowitsch an Bord von Wostok 4

Popowitsch startete am 12. August 1962 mit Wostok 4. Bereits seit dem Vortag war Andrijan Nikolajew mit Wostok 3 im All. Die beiden Raumschiffe näherten sich einander auf 6,5 km. Dies beruhte auf präzisen Berechnungen schon beim Start und nicht auf einer Steuerung (Manövrierung) der Raumschiffe. Da die Raumschiffe unterschiedliche Umlaufzeiten hatten, entfernten sie sich im Laufe der Zeit voneinander. Popowitsch und Nikolajew hatten Funkkontakt zwischen den Raumschiffen.
Während des Fluges sang Pawel Popowitsch auf Koroljows Wunsch das ukrainische Lied „Ich schaue in den Himmel und denke ...“ (ukrainisch Дивлюсь я на небо, та й думку гадаю ..., Gedicht von Mychajlo Petrenko) und sang damit das erste Lied aus dem Weltraum.
Durch einen Defekt in den Lebenserhaltungssystemen fiel die Temperatur in Popowitschs Kapsel auf 10 °C, dies beeinträchtigte aber nicht den Missionsverlauf. Popowitsch landete nach drei Tagen, kurz nach Nikolajew, der vier Tage im All verbracht hatte. Wie bei den Wostokflügen üblich, benutzte Popowitsch den Schleudersitz und landete am eigenen Fallschirm. Für die erfolgreiche Durchführung des ersten Gruppenraumfluges erhielt er den Titel Held der Sowjetunion.

### Zwischen den Flügen

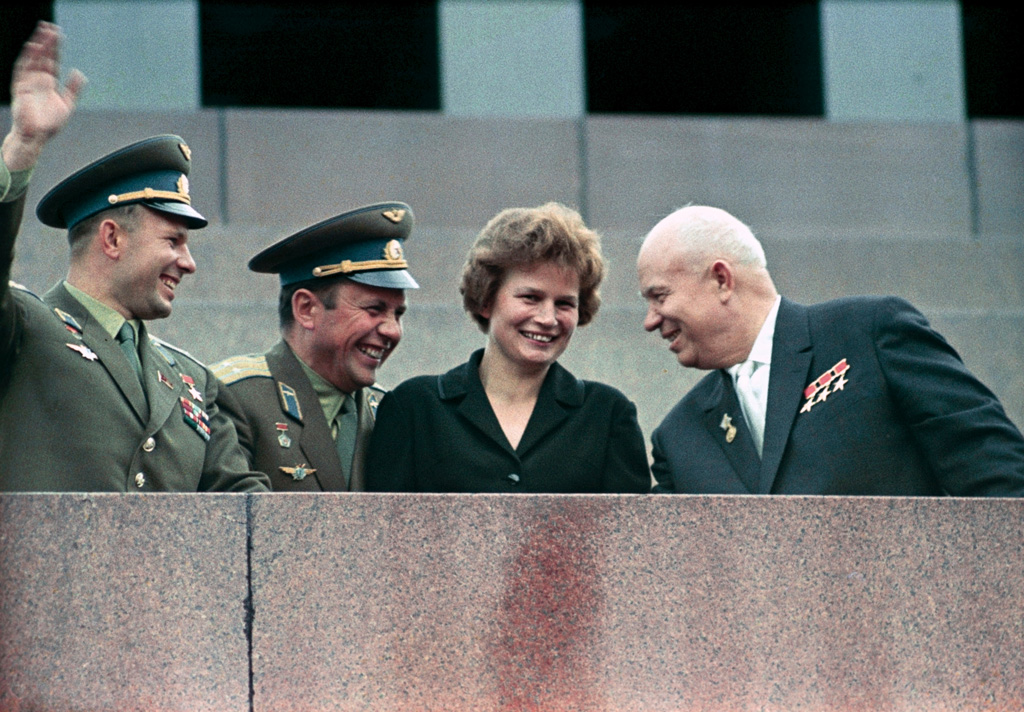
Popowitsch als 2. v. l. 1963 auf der Tribüne des Lenin-Mausoleums in Moskau auf einer Veranstaltung zum Erfolg der Raumflug-Unternehmen Wostok-5 und Wostok 6 mit dem sowjetischen Staats- und Parteichef Nikita Chruschtschow (rechts), Walentina Tereschkowa (Mitte) und Juri Gagarin (links)

Nach seinem Raumflug ging Popowitsch auf Vortragsreisen, die ihn unter anderem nach Kuba und Australien führten. Ab September 1966 leitete Popowitsch eine Gruppe von Kosmonauten, die sich auf einen Flug mit der militärischen Version Sojus VI vorbereiteten. Der erste Flug (wahrscheinlich mit Popowitsch und Gennadi Kolesnikow als Besatzung) hätte 1969 stattfinden sollen, aber das Projekt wurde im Dezember 1967 abgesagt, trotz Popowitschs Einwänden. Danach trainierte Popowitsch wieder im Sowjetischen Mondprogramm. Er war als Kommandant einer für Juli 1969 geplanten sowjetischen Mondumkreisung gemeinsam mit Witali Sewastjanow vorgesehen. Dieses Programm wurde nach dem Erfolg von Apollo 8 gestoppt.
Parallel hierzu studierte Popowitsch von 1966 bis 1968 an der Militärakademie der Luftstreitkräfte in Monino.

### Zweiter Flug: Sojus 14
Im September 1970 wurde Popowitsch Leiter einer Abteilung von 22 Kosmonauten, die sich mit der geplanten militärischen Raumstation Almas befassten. Ab September 1972 bereitete sich Popowitsch zusammen mit seinem Bordingenieur Artjuchin auf einen Aufenthalt an Bord der ersten Almas-Raumstation vor. Sie waren als erste Besatzung vorgesehen. Der Flug fand nicht statt, weil die Raumstation im April 1973 in der Erdumlaufbahn nicht stabilisiert werden konnte und schon nach kurzer Zeit abstürzte.
Nachdem eine Almas-Raumstation am 24. Juni 1974 unter der Bezeichnung Saljut 3 gestartet werden konnte und einsatzbereit war, konnten Popowitsch und Artjuchin am 3. Juli 1974 mit Sojus 14 starten. Die beiden Kosmonauten verbrachten zwei Wochen an Bord der Raumstation und landeten am 19. Juli.

### Nach den Raumflügen

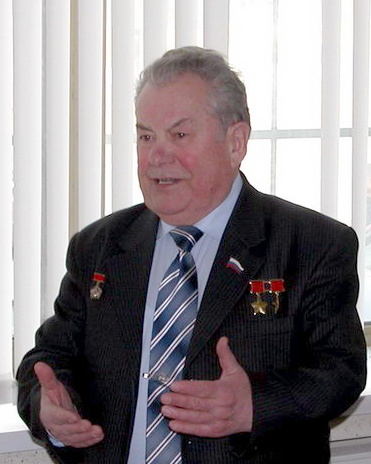
Pawel Popowitsch

Von Januar 1978 bis März 1989 war Popowitsch für den Bereich Wissenschaft und Forschung im Juri-Gagarin-Kosmonautentrainingszentrum verantwortlich. Am 26. Januar 1982 schied Popowitsch aus dem Kosmonautenkader aus und wurde 1989 Direktor des Instituts AIUS Agroresurs für die Erkundung von Bodenschätzen. Im August 1993 schied er aus dem aktiven Militärdienst aus.

## Sonstiges
Popowitsch veröffentlichte mehrere Bücher und war Mitglied der sowjetischen (später: russischen) Schriftstellervereinigung. Von 1963 bis 1990 war er Mitglied des Obersten Sowjets der Ukrainischen SSR.

## Ehrungen (Auswahl)
- zweifacher Held der Sowjetunion (19. August 1962 und 20. Juli 1974)
- zweifacher Träger des Leninordens (19. August 1962 und 20. Juli 1974)
- Orden des Roten Sterns (17. Juni 1961)
- Ukrainischer Orden des Fürsten Jaroslaw des Weisen, 4. Klasse (1. Dezember 2005)

Nach Popowitsch sind der Kleinplanet (8444) Popovich und ein Berg in der Antarktis benannt.

## Privates
Popowitsch war mit Marina Popowitsch verheiratet, die er 1955 kennengelernt hatte. Sie war zu dieser Zeit bereits Testpilotin und hielt mehrere Weltrekorde. 1961/1962 war sie in der engeren Auswahl für die weibliche Kosmonautengruppe, wurde schließlich aber nicht angenommen. Popowitsch versuchte vergeblich, seine Frau von der Fliegerei abzubringen. Aus dieser Ehe, die später geschieden wurde, stammen zwei Kinder. Popowitsch heiratete später ein zweites Mal.